# Ons Layili
Ons Layili (14 de julio de 1999) es una deportista tunecina que compite en triatlón. Ganó una medalla de oro en los Juegos Panafricanos de 2019 en el relevo mixto.

## Palmarés internacional
| Juegos Panafricanos | Juegos Panafricanos | Juegos Panafricanos | Juegos Panafricanos |
| Año                 | Lugar               | Medalla             | Prueba              |
| ------------------- | ------------------- | ------------------- | ------------------- |
| 2019                | Rabat (Marruecos)   | Medalla de oro      | Relevo mixto        |